# Typhaea hirta
Typhaea hirta is een keversoort uit de familie boomzwamkevers (Mycetophagidae). De wetenschappelijke naam van de soort werd in 1880 gepubliceerd door Thomas Broun.